# Thiaridae
Thiaridae zijn een familie van weekdieren uit de klasse van de Gastropoda (slakken).

## Taxonomie
De volgende geslachten zijn bij de familie ingedeeld:
- Aylacostoma Spix, 1827
- Balanocochlis P. Fischer, 1885
- Culenmelania Qian, Yang, Lu & He, 2012
- Hemisinus Swainson, 1840
  - = Semisinus Fischer, 1885
- Melanoides Olivier, 1804
- Melasma H. Adams & A. Adams, 1854
- Mieniplotia Low & Tan, 2014
  - = Pseudoplotia Forcart, 1950
- Pachymelania E. A. Smith, 1893
- Plotiopsis Brot, 1874
- † Ptychomelania Sacco, 1895
- Ripalania Iredale, 1943
- † Sengoeria Harzhauser, Mandic, Büyükmeriç, Neubauer, Kadolsky & Landau, 2016
- Sermyla H. Adams & A. Adams, 1854
  - = Sermylasma Iredale, 1943
- Stenomelania P. Fischer, 1885
- Tarebia H. Adams & A. Adams, 1854
- Thiara Röding, 1798
  - = Amarula G. B. Sowerby II, 1842
  - = Cerithomelania J. Moore, 1899
  - = Melacantha Swainson, 1840
  - = Melania Lamarck, 1799
  - = Tiaropsis Brot, 1871